# Soproni Postás (női kosárlabda)
A Soproni Postás Sopron város 2003-ban megszűnt első osztályú női kosárlabdacsapata.

## Története
A csapat a 60-as években 3 szezon hosszan volt első osztályú, ekkor a legjobb soproni csapatnak számított. A szakosztály később a 80-as években kezdett újra megerősödni, párhuzamosan a Soproni VSE felfutásával. 1988-ban kerültek vissza az NB I/B csoportba, ahonnan 1993-ban jutottak fel az élvonalba. Ugyan hamar eredményes lett a klub (1995-ben már kupadöntőt játszott), de folyamatosan az ekkor már bajnok GYSEV-Sopron árnyékában, második számú soproni csapatként funkcionált, és mindhárom bronzérmes szezonban mögöttük végzett. A 2002–03-as szezon előtt a Magyar Posta kivonult a szakosztály mögül, így a csapat a legsikeresebb szezonját végig létbizonytalanságban játszotta: 2003-ban sikerült a döntőbe jutniuk, ahol a MiZo-Pécsi VSK ellenében alulmaradtak.
A szezon végeztével a csapat a Röhnisch-Foton Sopron nevet vette fel, azonban az MKOSZ nem engedélyezte az NB I-ben való indulását, így a klub hivatalosan 2003-ban megszűnt.
Azonban a Bajai Bácska felvásárlása és Sopronba költöztetése után a Röhnisch-Foton Sopron 2003 őszén az élvonalban indulhatott, ahol  7. helyet ért el. A következő szezon közben (immáron Ventwest-Foton Sopron néven) az MKB-Euroleasing Sopronnal kötött cserejátékosokról szóló szerződés miatt kizárták az egyesületet. Ezt követően a klub Győrbe költözött, ahol 2005 óta az élvonalban játszik.

## Eredmények

### Magyar bajnokság
Ezüstérmes: 2002–03
Bronzérmes: 1997–98, 2000–01, 2001–02

### Magyar kupa
Ezüstérmes: 1995, 1996, 2000, 2002

### Bajnoki helyezések az NB I-ben
| Év        | Csapatnév                   | Hely   |
| --------- | --------------------------- | ------ |
| 1966      | Soproni Postás              | 8.     |
| 1967      | Soproni Postás              | 9.     |
| 1968      | Soproni Postás              | 14.    |
| 1982–83   | Soproni Postás              | 20.    |
| 1988–89   | Soproni Postás              | 9. (B) |
| 1989–90   | Soproni Postás              | 3. (B) |
| 1991–92   | Soproni Postás              | 5. (B) |
| 1992–93   | Soproni Postás              | 2. (B) |
| 1993–94   | Soproni Postás              | 11.    |
| 1994–95   | Soproni Postás              | 7.     |
| 1995–96   | Soproni Postás              | 6.     |
| 1996–97   | Soproni Postás              | 5.     |
| 1997–98   | Soproni Postás              | 3.     |
| 1998–99   | Soproni Postás-Omega Tabak  | 6.     |
| 1999–2000 | Soproni Postás-Tabán Trafik | 4.     |
| 2000–01   | Soproni Postás-Tabán Trafik | 3.     |
| 2001–02   | Soproni Postás-Tabán Trafik | 3.     |
| 2002–03   | Soproni Postás              | 2.     |

## Nemzetközi szereplés
| Év   | Sorozat          | Győzelem/vereség | Helyezés (kiejtő csapat) |
| ---- | ---------------- | ---------------- | ------------------------ |
| 1999 | Ronchetti kupa   | 7/1              | legjobb 16               |
| 2001 | Ronchetti kupa   | 0/2              | 2. selejtező             |
| 2002 | Ronchetti kupa   | 9/5              | elődöntő                 |
| 2003 | FIBA Európa kupa |                  |                          |